# Dactylolabis cingulata
Dactylolabis cingulata är en tvåvingeart som beskrevs av Evgenyi Nikolayevich Savchenko 1978. Dactylolabis cingulata ingår i släktet Dactylolabis och familjen småharkrankar. Inga underarter finns listade i Catalogue of Life.